# Trollius buddae
Trollius buddae är en ranunkelväxtart som beskrevs av Schipczinshy. Trollius buddae ingår i släktet smörbollssläktet, och familjen ranunkelväxter. Inga underarter finns listade i Catalogue of Life.